# زیارت (راسک)
زیارت (راسک)، روستایی از توابع بخش پیشین شهرستان راسک در استان سیستان و بلوچستان ایران است.

## جمعیت
این روستا در دهستان جکیگور قرار دارد و براساس سرشماری مرکز آمار ایران در سال ۱۳۸۵، جمعیت آن ۲۰۰ نفر (۴۷خانوار) بوده‌است.